# Iranski Gruzini
Iranski Gruzini su građani Irana, a etnički Gruzini, te sačinjavaju jednu od etničkih grupa koja živi u Iranu. Sadašnja Gruzija bila je podložna Iranu od 16. veka, kada su na vlasti bili Safavidi, do ranog 19. veka. Šah Abas, negovi prethodnici i naslednici na silu se izmestili stotine hiljada hrišćanskih i jevrejskih Gruzina, kako bi umanjili moć Kizilbašija, razvijali industiju, ojačali vojsku i naselili novoizgrađene gradove u različitim područjima Irana, uključujući i provincije Isfahan i Mazandaran . Određeni broj je dobrovoljno migrirao kroz vekove. Gruzinska zajednica Feridunšehr je zadržala svoj jasan gruzinski identitet do dana današnjeg, ali su usvojili neke aspekte iranske kulture poput persijkog jezika i dvanaestnike šiitskog islama, kako bi lakše bili uklopljeni u društvo.
Gruzijskim jezikom se koristi manjina Iranskih Gruzina. Njihov centar u Iranu nalazi se u Feridunšehru, malom gradu, 150 km zapadno od Ifsahana, istorijski poznatom kao Feridun. Oko Feridunšehra nalazi se još nekolicina gruzijskih gradova i sela. Upravo na ovom području najbolje se zadržao gruzinski identitet, kada se upoređuje sa ostalim mestima u Iranu, te većina ljudi govori i razume gruzijski jezik. Bilo je i drugih kompaktnih naselja u Horasanu (Abasabad), Mazandaranu (Behšaher i Farah Abad), Gilanu, Isfahanu (Nadžafabad, Badrud, Jazdanšahr i Amir Abad). Ta se područja nazivaju "Gordži Mahala", ili u bukvalnom prevodu "Gruzijski kvart". Mnogi Gruzini ili Iranci koji su delomično poreklom Gruzini žive u većim iranskim gradovima poput Teherana, Rašta, Karadža i Širaza. Mnoge od tih zajednice ne govore gruzijskim jezikom, ali su zadržali neke aspekte gruzijske kulture i svesni su svog gruzinskog porekla. Neki tvrde da su Iranski Gruzini zadržali ostatke hrišćanskih tradicija, ali nema za to dokaza, jer oni poštuju šiitski tradiciju.